# إدوارد غينيس (بارون موين الأول)
والتر إدوارد غينيس (بارون موين الأول) (بالإنجليزية: Walter Guinness, 1st Baron Moyne)، ولد في (29 مارس 1880 - 6 نوفمبر 1944)، كان سياسي أنجلو إيرلندي ورجل أعمال. شغل منصب وزير الدولة البريطاني في الشرق الأوسط حتى 6 نوفمبر عام 1944، عندما اغتالته مجموعة شتيرن اليهودية الإرهابية. ارسل اغتيال اللورد موين أمواجًا صادمة عبر فلسطين وبقية العالم.

## السيرة
وُلد والتر غينيس في دبلن ، أيرلندا ، وهو الابن الثالث لإيرل إفيغ الأول. كانت منازل عائلته في فارمليت بالقرب من دبلن ، وفي ألفيدن في سوفولك. في إيتون ، انتخب غينيس رئيسًا لـ 'Pop' ، وهي مجموعة ذاتية التعيين يتمتع أعضاؤها بوضع مماثل لمدراء المدارس ، كما عين أيضًا قبطاناً للقوارب.
في 24 يونيو 1903 ، تزوج غينيس من الليدي إيفلين هيلدا ستيوارت إرسكين (1883-1939) ، الابنة الثالثة لشيبلي جوردون ستيوارت إرسكين ، إيرل بوشان الرابع عشر وقد أنجبا ثلاثة أولاد بريان و مورتوخ و غرانيا .

## الحياة العسكرية
تطوع غينيس للخدمة في حرب البوير الثانية، بمثابة الكابتن في الفرقة 44 من ملاك الأرض الإمبراطوري. ووفقا لويلسون «، كان لديه روح الشيطان واستياءه من الانضباط العسكري.. جعل الغارات كالبرق على مواقع الأفريكانية، بل اشتبك قبل الأعمدة التقدم». في نهاية مايو 1900، برئاسة اللواء هاملتون، واعتدوا على التلال في دورنكوب، على الرغم أن غينيس أصيب على الفور بعد المعركة، وذكر أنه في الإرساليات ووقد منح وسام الملكة في جنوب أفريقيا مع أربعة أشرطه. في أعقاب الحرب، تمت ترقيته إلى رتبة ملازم يوم 12 مارس عام 1902، ورقي إلى رتبة نقيب في الشهر التالي (5 أبريل 1902).
خلال الحرب العالمية الأولى، خدم بامتياز في مصر، وعلى غاليبولي. تم تعيينه في اللواء الرائد في دوري الدرجة 25 في عام 1916. في القتال، إلى أنه في عام 1918 أثناء هجوم القوات الألمانية في الربيع، لشجاعته الشخصية ونشرت مذكراته الحرب مقتضبة في عام 1987، الذي حرره أستاذ بريان بوند.

## الحياة السياسية
في الانتخابات العامة عام 1906، المتنازع عليها دون جدوى ستوماركت، دائرة انتخابية والذي كان الحوزة الأسرة، ومرشح حزب المحافظين. في عام 1907، انتخب غينيس في مجلس مقاطعة لندن (الذي كان يجلس حتى 1910)، وكذلك في انتخابات فرعية، لمجلس العموم كعضو المحافظين لدفن سانت ادموندز، الذي واصل لتمثيل حتى عام 1931. وتولى خط المحافظين على الحكم الذاتي لأيرلندا، وإصلاح مجلس اللوردات. في عام 1912، ورئيس تحرير مجلة غينيس المملوكة، فإن التوقعات اخترق ماركوني الفضيحة، متهمة لويد جورج وزراء ليبرالي آخر من حصة الاحتيال. تطورت غيرها من المطبوعات القصة ولكن لا يمكن أن ثبت بعد مناقشات مطولة. عندما نوقش دوره، وأوضح غينيس أنه كان على رحلات السفاري في أفريقيا في البداية، وأن هدفه محرر كان عدم الكفاءة، وليس الفساد. وزار شرق الأناضول في عام 1913، وأفاد بأن الأرمن يجري المسلحة سرا من قبل روسيا.
الحرب العالمية الأولى انخفاض الحضور غينيس واتهمت المعارضين له بالجبن لكونه في البيت على الإطلاق وفي خطاب الهدنة ساخنة، وأصر على أن ألمانيا تدفع تعويضات الحرب الكاملة، بعدم إجراء علاقات مع البلشفية الروسية، و: «منذ أيام ماهوميت وقد استمع لا نبي لمع الاحترام أكثر الخرافية مما كان الرئيس ويلسون»(الولايات المتحدة الأمريكية). وكانت التطورات السياسية الايرلندية بعد 1916 مصدر قلق كما كان العمل غينيس في دبلن. خلال تمرد عيد الفصح ساعدت بيرة فرق الإسعافات الأولية كلا الجانبين. وقد عارضت Guinnesses للمتمردين شين فين، الذي أشاد القوى المركزية ب «الحلفاء الباسلة». كان هذا لتغيير وبحلول الوقت للمناقشات معاهدة عام 1922 الذي أنشأ الدولة الأيرلندية الحرة قال انه يفضل «منحدر زلق إلى الهاوية» وصوتت لصالح. وعلى الرغم من سياساتهم، خلال حرب الاستقلال الإيرلندية والحرب الأهلية الأيرلندية كانت عائلته شعبية بما فيه الكفاية للهروب خسارة أو ضرر. في عام 1922، تسببت الأزمة Chanak ائتلاف رئيس الوزراء لويد جورج إلى التنحي بشكل غير متوقع لصالح أندرو بونار القانون. وكانت تصريحات غينيس على تركيا جزءا من المناقشة؛ انه قد حان لنعجب أتاتورك، على الرغم من العاملين في غاليبولي وعين وكيل وزارة الدولة لشؤون الحرب تحت اللورد ديربي. الآخرة، تصريحاته تبدو أقل العقائدية. خسر منصبه عندما جاءت حكومة حزب العمال إلى السلطة في يناير كانون الثاني عام 1924، ولكن في الشهر التالي، اليمين غينيس للمجلس الملكة الخاص.
على الرغم من أنها كانت عموما المعارضين السياسيين في 1907-1921، والعلاقة السياسية العمل غينيس مع ونستون تشرشل بدأت بعد فوزه في الانتخابات المحافظين في أكتوبر 1924، عندما قدم وزير المالية تحت تشرشل، والمستشار الجديد. معا، وضعوا الجنيه الاسترليني مرة أخرى على معيار الذهب. نقطة فخر، ولكن ليس على السياسة التي استمرت لفترة طويلة. تمكين شاغر وزاري له للانضمام إلى مجلس الوزراء وزير الزراعة من نوفمبر 1925 حتى يونيو 1929، حيث كان نجاحه الرئيسي في زيادة مساحة بنجر السكر. تم بناء أول مصنع معالجة البنجر في دائرته الانتخابية، وذلك جزئيا بناء على مشورة مارتن نيومان (أ جد ستيفن فراي)، الذي أصبح مديرا هناك.
بعد هزيمة المحافظين في عام 1929، كان عليه أن يتقاعد من منصبه. وقال انه لن يرشح نفسه لاعادة انتخابه في انتخابات 1931 وأنشئت البارون موين، من دفن سانت ادموندز في مقاطعة سوفولك في 21 كانون الثاني 1932.

## التجارة والعمل الخيري
خلال حياته، كان موين مدير شركة تختمر غينيس، التي أنشئت في سانت جيمس من قبل بلده العظيم-الجد آرثر غينيس في عام 1759. وقد تم إدراج الشركة في بورصة لندن في عام 1886 من قبل والده.
أنشئ موين أيضا شركة بريطانية في المحيط الهادئ في فانكوفر، كندا. وهناك أنشأ جسر البوابة الأسد، ثم أطول جسر في الإمبراطورية البريطانية، التي افتتحها الملك جورج السادس في عام 1938.
كما انه كان وصيا اثنين من يثق الإسكان الخيرية التي أنشأها والده، والثقة غينيس في لندن (تأسست 1888) والثقة إفيغ في دبلن (تأسست 1890). وفي 1927-1928، ساعد ترتيب هدية للأمة من كينوود هاوس والذي يحتوي على مجموعة الفن والده.

## روابط خارجية
- إدوارد غينيس على موقع الموسوعة البريطانية (الإنجليزية)